# Max Oppenheimer
Max Oppenheimer, también llamado: Mopp (1 de julio de 1885 en Viena—19 de mayo de 1954 en Nueva York) fue un pintor austríaco.

## Vida
Oppenheimer nació en una familia judía y fue bautizado como tal. De 1900 a 1903 fue alumno de la Academia de Bellas Artes de Viena y de 1903 a 1906 de la de Praga. En 1906 se asoció al grupo pragués OSMA, una de las primeras uniones vanguardistas checas.
En 1907 regresó a Viena, donde de 1908 a 1909 tomó parte en exhibiciones artísticas. En Viena oyó hablar por primera vez de van Gogh, influencia que le llevó al círculo de los expresionistas de Viena de Oskar Kokoschka, Egon Schiele y Albert Paris Gütersloh. De 1911 a 1915 trabajó en Berlín, donde incorporó elementos cubistas a sus pinturas y colaboró en la revista Die Aktion. Durante su estancia en Suiza (1915-25) se interesó por la música (Musik und Malerei, 1919; Bildnisse von Musikern). Tras pasar por Berlín, volvió en 1931 a Viena, de donde emigraría hacia los Estados Unidos en 1938, año de la Anschluss.

## Obra
Oppenheimer realizó retratos (entre otros de Thomas y Heinrich Mann, Arnold Schönberg, Tilla Durieux y Karl Marx), composiciones religiosas (Kreuzabnahme o Descenso de la cruz) y representaciones de la vida de su tiempo (deportes, medicina...). En 1938 se publicó su autobiografía Menschen finden ihren Maler 1938.

## Pinturas
- Egon Schiele (Museo de Viena, Inv. Nr. 102.953), 1910, óleo sobre lienzo.
- Bildnis Tilla Durieux (Viena, Leopold Museum, Inv. Nr. 443), 1912, óleo sobre lienzo, 95,5 x 78,9 cm
- Gustav Mahler dirigiert die Wiener Philharmoniker (Viena, Österreichische Galerie Belvedere, Inv. Nr. Lg 813), 1935-40, óleo sobre madera, 302 x 155 cm

## Escritos
- Menschen finden ihren Maler. Text, Bilder und Graphiken. Zúrich: Oprecht, 1938